# غران كامينيو 2024
غران كامينيو 2024 (بالإسبانية: O Gran Camiño 2024)‏ هو سباق دراجات هوائية من فئة  2.1، وهو الموسم الثالث من غران كامينيو ‏، وأقيم خلال الفترة من 22 فبراير 2024، وحتى 25 فبراير 2024.
فاز بالمركز الأول وفي ترتيب النقاط وفي تصنيف الجبال جوناس فينجارد، وفاز بالمركز الثاني وفي ترتيب النقاط للشباب Lenny Martinez (cyclist) ‏، وفاز بالمركز الثالث إيغان بيرنال، وفاز في ترتيب الفرق 2024 Visma–Lease a Bike (men's team) season ‏.

## الفرق
| فرق عالمية (6)- Arkéa-B&B Hotels - EF Education-EasyPost - Groupama-FDJ - Ineos Grenadiers - Movistar Team - Team Visma \| Lease a Bike فرق برو (6)- برجس بي إتش 2024 ‏ - كاجا رورال-سيغوروس 2024 ‏ - Equipo Kern Pharma ‏ - أوسكالتيل أوسكادي 2024 ‏ - فريق Q36.5 موسم 2024 ‏ - إيولو كوميت ‏ فرق قارية (5)- AP Hotels & Resorts–Tavira–SC Farense ‏ - إيفابيل سيلينج 2024 ‏ - Illes Balears Arabay Cycling ‏ - Sabgal–Anicolor ‏ - Tavfer–Ovos Matinados–Mortágua ‏ |  |
| |  |

## المراحل
| قائمة المراحل | قائمة المراحل | قائمة المراحل                           | قائمة المراحل         | قائمة المراحل | قائمة المراحل | قائمة المراحل   | قائمة المراحل |
| المرحلة       | التاريخ       | الدورة                                  |                       | المسافة (كم)  | الارتفاع      | الفائز بالمرحلة | القائد العام  |
| ------------- | ------------- | --------------------------------------- | --------------------- | ------------- | ------------- | --------------- | ------------- |
| المرحلة 1     | 22 فبراير     | قرجيطة – قرجيطة                         | مرحلة سباق الزمن فردي | 14٫8          | 176 م         | Josh Tarling ‏   | Josh Tarling ‏ |
| المرحلة 2     | 23 فبراير     | Taboada ‏ – Chantada ‏                    | مرحلة متوسطة          | 151٫2         | 2٬759 م       | جوناس فينجارد   | جوناس فينجارد |
| المرحلة 3     | 24 فبراير     | خينثو دي ليميا – Castillo de Ribadavia ‏ | مرحلة متوسطة          | 173٫2         | 2٬318 م       | جوناس فينجارد   | جوناس فينجارد |
| المرحلة 4     | 25 فبراير     | بوينتيارياس – توي، بونتيفيدرا           | مرحلة جبلية           | 132           | 3٬290 م       | جوناس فينجارد   | جوناس فينجارد |

## النتيجة

### مرحلة 1
هي مرحلة من نوع سباق زمن فردي، أقيمت في 22 فبراير 2024، وامتدّت لمسافة 14.8 كيلومتر. فاز بالمركز الأول، وتصدر ترتيب النقاط وترتيب النقاط للشباب والترتيب العام في نهاية المرحلة Josh Tarling ‏، وتصدر ترتيب التسلق بول دوبل ‏، وتصدر ترتيب الفرق فريق إنيوس 2024 ‏.

### مرحلة 2
هي مرحلة جبلية متوسطة، أقيمت في 23 فبراير 2024، وامتدّت لمسافة 151.2 كيلومتر. فاز بالمركز الأول، وتصدر الترتيب العام في نهاية المرحلة وترتيب النقاط جوناس فينجارد، وتصدر ترتيب التسلق خوسيه مانويل دياز، وتصدر ترتيب الفرق إف دي جي 2024 ‏، وتصدر ترتيب النقاط للشباب Cian Uijtdebroeks ‏.
| التصنيف العام         | التصنيف العام             | التصنيف العام                 | التصنيف العام | التصنيف العام |
| العداء                | العداء                    | الفريق                        | الوقت         |               |
| --------------------- | ------------------------- | ----------------------------- | ------------- | ------------- |
| 1                     | جوناس فينجارد             | Team Visma \| Lease a Bike    | 3 س 49 د 53 ث |               |
| 2                     | إيغان بيرنال              | Ineos Grenadiers              | + 28 ث        |               |
| 3                     | جيفرسون سيبيدا            | كاجا رورال-سيغوروس ‏           | + 30 ث        |               |
| 4                     | Cian Uijtdebroeks ‏        | Team Visma \| Lease a Bike    | + 50 ث        |               |
| 5                     | Lenny Martinez (cyclist) ‏ | Groupama-FDJ                  | + 50 ث        |               |
| 6                     | روبن جيريرو               | موفيستار                      | + 53 ث        |               |
| 7                     | Alex Molenaar ‏            | Illes Balears Arabay Cycling ‏ | + 54 ث        |               |
| 8                     | Raúl García Pierna ‏       | Arkéa-B&B Hotels              | + 55 ث        |               |
| 9                     | كوينتين باشر              | Groupama-FDJ                  | + 56 ث        |               |
| 10                    | Matteo Fabbro ‏            | إيولو كوميت ‏                  | + 56 ث        |               |
|                       |                           |                               |               |               |
| مصدر: ProCyclingStats |                           |                               |               |               |

### مرحلة 3
هي مرحلة جبلية متوسطة، أقيمت في 24 فبراير 2024، وامتدّت لمسافة 173.2 كيلومتر. فاز بالمركز الأول، وتصدر الترتيب العام في نهاية المرحلة وترتيب النقاط وترتيب التسلق جوناس فينجارد، وتصدر ترتيب النقاط للشباب Cian Uijtdebroeks ‏، وتصدر ترتيب الفرق 2024 Visma–Lease a Bike (men's team) season ‏.
| التصنيف العام         | التصنيف العام             | التصنيف العام              | التصنيف العام | التصنيف العام |
| العداء                | العداء                    | الفريق                     | الوقت         |               |
| --------------------- | ------------------------- | -------------------------- | ------------- | ------------- |
| 1                     | جوناس فينجارد             | Team Visma \| Lease a Bike | 7 س 52 د 51 ث |               |
| 2                     | إيغان بيرنال              | Ineos Grenadiers           | + 1 د 13 ث    |               |
| 3                     | جيفرسون سيبيدا            | كاجا رورال-سيغوروس ‏        | + 1 د 15 ث    |               |
| 4                     | Cian Uijtdebroeks ‏        | Team Visma \| Lease a Bike | + 1 د 35 ث    |               |
| 5                     | Lenny Martinez (cyclist) ‏ | Groupama-FDJ               | + 1 د 35 ث    |               |
| 6                     | كوينتين باشر              | Groupama-FDJ               | + 1 د 37 ث    |               |
| 7                     | روبن جيريرو               | موفيستار                   | + 1 د 38 ث    |               |
| 8                     | Raúl García Pierna ‏       | Arkéa-B&B Hotels           | + 1 د 40 ث    |               |
| 9                     | ريتشارد كاراباز           | EF Education-EasyPost      | + 1 د 40 ث    |               |
| 10                    | ديفيد جودو                | Groupama-FDJ               | + 1 د 41 ث    |               |
|                       |                           |                            |               |               |
| مصدر: ProCyclingStats |                           |                            |               |               |

### مرحلة 4
هي مرحلة جبلية، أقيمت في 25 فبراير 2024، وامتدّت لمسافة 132 كيلومتر. فاز بالمركز الأول، وتصدر الترتيب العام في نهاية المرحلة وترتيب النقاط وترتيب التسلق جوناس فينجارد، وتصدر ترتيب الفرق 2024 Visma–Lease a Bike (men's team) season ‏، وتصدر ترتيب النقاط للشباب Lenny Martinez (cyclist) ‏.

## المشاركون
| Team Visma \| Lease a Bike TVL | Team Visma \| Lease a Bike TVL | Team Visma \| Lease a Bike TVL |
| ------------------------------ | ------------------------------ | ------------------------------ |
| م                              | عداء                           | مرتبة                          |
| 1                              | جوناس فينجارد                  | 1                              |
| 2                              | Ben Tulett ‏                    | 30                             |
| 3                              | Cian Uijtdebroeks ‏             | 5                              |
| 4                              | ويلكو كيليرمان                 | 28                             |
| 5                              | Menno Huising ‏                 | 86                             |
| 6                              | Tijmen Graat ‏                  | 37                             |
| 7                              | Johannes Staune-Mittet ‏        | 56                             |

| Movistar Team MOV | Movistar Team MOV | Movistar Team MOV |
| ----------------- | ----------------- | ----------------- |
| م                 | عداء              | مرتبة             |
| 11                | روبن جيريرو       | 8                 |
| 12                | ويل بارتا         | 79                |
| 13                | Carlos Canal ‏     | 13                |
| 14                | سيرجيو ساميتيير   | 58                |
| 15                | Jorge Arcas ‏      | 68                |
| 16                | خافيير رومو ‏      | 21                |
| 17                | إيفان سوسا        | 20                |

| Ineos Grenadiers IGD | Ineos Grenadiers IGD           | Ineos Grenadiers IGD |
| -------------------- | ------------------------------ | -------------------- |
| م                    | عداء                           | مرتبة                |
| 21                   | إيغان بيرنال                   | 3                    |
| 22                   | جوناثان كاستروفيجو (زمني فردي) | 36                   |
| 23                   | عمر فريل                       | 41                   |
| 24                   | إيثان هايتر                    | 78                   |
| 25                   | ميكال كوياتكووسكي (زمني فردي)  | لم يكمل السباق-2     |
| 26                   | كارلوس رودريغيز كانو           | 31                   |
| 27                   | Josh Tarling ‏ (زمني فردي)      | 39                   |

| EF Education-EasyPost EFE | EF Education-EasyPost EFE   | EF Education-EasyPost EFE |
| ------------------------- | --------------------------- | ------------------------- |
| م                         | عداء                        | مرتبة                     |
| 31                        | ريتشارد كاراباز (زمني فردي) | 11                        |
| 32                        | هيو كارثي                   | 6                         |
| 33                        | Lukas Nerurkar ‏             | 64                        |
| 34                        | Andrea Piccolo ‏             | لم يكمل السباق-4          |
| 35                        | نيلسون بوولس                | لم يكمل السباق-4          |
| 36                        | Darren Rafferty ‏            | 17                        |
| 37                        | ريغوبيرتو أوران             | 26                        |

| Arkéa-B&B Hotels ARK | Arkéa-B&B Hotels ARK      | Arkéa-B&B Hotels ARK |
| -------------------- | ------------------------- | -------------------- |
| م                    | عداء                      | مرتبة                |
| 41                   | Raúl García Pierna ‏       | 9                    |
| 42                   | Alessandro Verre ‏         | 60                   |
| 43                   | Baptiste Gillet ‏          | لم يكمل السباق-4     |
| 44                   | Nicolas Milesi ‏           | 62                   |
| 45                   | Embret Svestad-Bårdseng ‏  | 35                   |
| 46                   | Pierre Thierry (cyclist) ‏ | 69                   |

| Groupama-FDJ GFC | Groupama-FDJ GFC          | Groupama-FDJ GFC |
| ---------------- | ------------------------- | ---------------- |
| م                | عداء                      | مرتبة            |
| 51               | ديفيد جودو                | 18               |
| 52               | Clément Davy ‏             | 66               |
| 53               | Lenny Martinez (cyclist) ‏ | 2                |
| 54               | كوينتين باشر              | 7                |
| 55               | Enzo Paleni ‏              | 27               |
| 56               | Eddy Le Huitouze ‏         | لم يكمل السباق-4 |
| 57               | روبن تومسون               | 24               |

| كاجا رورال-سيغوروس ‏ CJR | كاجا رورال-سيغوروس ‏ CJR | كاجا رورال-سيغوروس ‏ CJR |
| ----------------------- | ----------------------- | ----------------------- |
| م                       | عداء                    | مرتبة                   |
| 61                      | Julen Arriola-Bengoa ‏   | لم يكمل السباق-4        |
| 62                      | Sebastian Berwick ‏      | 75                      |
| 63                      | جيفرسون سيبيدا          | 4                       |
| 64                      | Calum Johnston ‏         | لم يكمل السباق-4        |
| 65                      | Jokin Murguialday ‏      | 81                      |
| 66                      | Guillermo Thomas Silva ‏ | 14                      |
| 67                      | Samuel Fernández ‏       | 32                      |

| Equipo Kern Pharma ‏ EKP | Equipo Kern Pharma ‏ EKP    | Equipo Kern Pharma ‏ EKP |
| ----------------------- | -------------------------- | ----------------------- |
| م                       | عداء                       | مرتبة                   |
| 71                      | Urko Berrade ‏              | 44                      |
| 72                      | Pablo Castrillo ‏           | 45                      |
| 73                      | Iván Cobo ‏                 | 42                      |
| 74                      | José Félix Parra ‏          | 53                      |
| 75                      | Ibon Ruiz ‏                 | 25                      |
| 76                      | Eugenio Sánchez (cyclist) ‏ | 47                      |
| 77                      | Diego Uriarte ‏             | لم يبدأ-4               |

| برجس بي إتش ‏ BBH | برجس بي إتش ‏ BBH    | برجس بي إتش ‏ BBH |
| ---------------- | ------------------- | ---------------- |
| م                | عداء                | مرتبة            |
| 81               | خوسيه مانويل دياز   | 34               |
| 82               | Mario Aparicio ‏     | 46               |
| 83               | Victor Langellotti ‏ | 71               |
| 84               | Alejandro Franco ‏   | لم يكمل السباق-2 |
| 85               | Eric Fagúndez ‏      | 19               |
| 86               | Sinuhé Fernández ‏   | 43               |
| 87               | خيسوس إيزكيرا       | 63               |

| أوسكالتيل أوسكادي ‏ EUS | أوسكالتيل أوسكادي ‏ EUS | أوسكالتيل أوسكادي ‏ EUS |
| ---------------------- | ---------------------- | ---------------------- |
| م                      | عداء                   | مرتبة                  |
| 91                     | Joan Bou ‏              | 16                     |
| 92                     | Enekoitz Azparren ‏     | 48                     |
| 93                     | Asier Etxeberria ‏      | 52                     |
| 94                     | Txomin Juaristi ‏       | 23                     |
| 95                     | Mikel Bizkarra ‏        | 22                     |
| 96                     | Ibai Azurmendi ‏        | لم يكمل السباق-4       |
| 97                     | Gotzon Martín ‏         | 15                     |

| فريق الدراجات Q36.5 ‏ Q36 | فريق الدراجات Q36.5 ‏ Q36 | فريق الدراجات Q36.5 ‏ Q36 |
| ------------------------ | ------------------------ | ------------------------ |
| م                        | عداء                     | مرتبة                    |
| 101                      | Negasi Haylu Abreha ‏     | 80                       |
| 102                      | Xabier Azparren ‏         | 61                       |
| 103                      | جيانلوكا برامبيلا        | لم يكمل السباق-4         |
| 104                      | Walter Calzoni ‏          | 40                       |
| 105                      | ديفيد دي لا كروز         | 29                       |
| 106                      | Alessandro Fancellu ‏     | 12                       |
| 107                      | Joey Rosskopf ‏           | 57                       |

| إيولو كوميت ‏ PTK | إيولو كوميت ‏ PTK           | إيولو كوميت ‏ PTK |
| ---------------- | -------------------------- | ---------------- |
| م                | عداء                       | مرتبة            |
| 111              | بول دوبل ‏                  | لم يكمل السباق-4 |
| 112              | Francisco Muñoz (cyclist) ‏ | لم يكمل السباق-4 |
| 113              | ميركو مايستري              | 51               |
| 114              | Álex Martín ‏               | لم يكمل السباق-4 |
| 115              | Matteo Fabbro ‏             | 10               |
| 116              | Davide Bais ‏               | لم يكمل السباق-4 |
| 117              | Andrea Pietrobon ‏          | 70               |

| Illes Balears Arabay Cycling ‏ IBA | Illes Balears Arabay Cycling ‏ IBA | Illes Balears Arabay Cycling ‏ IBA |
| --------------------------------- | --------------------------------- | --------------------------------- |
| م                                 | عداء                              | مرتبة                             |
| 121                               | Andrew Vollmer ‏                   | 50                                |
| 122                               | Alex Molenaar ‏                    | 38                                |
| 123                               | Unai Esparza ‏                     | 74                                |
| 124                               | ESP                               | لم يكمل السباق-4                  |
| 125                               | Asier Pablo González‏              | لم يكمل السباق-4                  |
| 126                               | Pau Llaneras ‏                     | لم يكمل السباق-2                  |
| 127                               | José María García ‏                | لم يكمل السباق-4                  |

| إيفابيل سيلينج ‏ EFL | إيفابيل سيلينج ‏ EFL | إيفابيل سيلينج ‏ EFL |
| ------------------- | ------------------- | ------------------- |
| م                   | عداء                | مرتبة               |
| 131                 | Abner González ‏     | لم يكمل السباق-3    |
| 132                 | Tiago Antunes ‏      | 83                  |
| 134                 | Viacheslav Ivanov ‏  | لم يكمل السباق-2    |
| 135                 | جواكيم سيلفا ‏       | 55                  |
| 136                 | Pedro Pinto‏         | 73                  |
| 137                 | Keegan Swirbul ‏     | 84                  |

| Tavfer–Ovos Matinados–Mortágua ‏ TAV | Tavfer–Ovos Matinados–Mortágua ‏ TAV | Tavfer–Ovos Matinados–Mortágua ‏ TAV |
| ----------------------------------- | ----------------------------------- | ----------------------------------- |
| م                                   | عداء                                | مرتبة                               |
| 141                                 | Ángel Sánchez Rebollido ‏            | لم يكمل السباق-4                    |
| 142                                 | جواو ماتياس                         | لم يكمل السباق-4                    |
| 143                                 | Rafael Barbas‏                       | 85                                  |
| 144                                 | Gonçalo Carvalho ‏                   | لم يكمل السباق-4                    |
| 145                                 | César Martingil ‏                    | لم يكمل السباق-4                    |
| 146                                 | Nicolás Sáenz ‏                      | لم يكمل السباق-4                    |

| AP Hotels & Resorts–Tavira–SC Farense ‏ ATF | AP Hotels & Resorts–Tavira–SC Farense ‏ ATF | AP Hotels & Resorts–Tavira–SC Farense ‏ ATF |
| ------------------------------------------ | ------------------------------------------ | ------------------------------------------ |
| م                                          | عداء                                       | مرتبة                                      |
| 151                                        | ديليو فرنانديز كروز                        | 82                                         |
| 152                                        | صموئيل بلانكو ‏                             | 49                                         |
| 153                                        | Venceslau Fernandes ‏                       | 77                                         |
| 154                                        | Diogo Barbosa ‏                             | 67                                         |
| 155                                        | Álvaro Trueba ‏                             | 76                                         |
| 157                                        | فرنسيسكو كامبوس ‏                           | لم يكمل السباق-4                           |

| Sabgal–Anicolor ‏ SAT | Sabgal–Anicolor ‏ SAT      | Sabgal–Anicolor ‏ SAT |
| -------------------- | ------------------------- | -------------------- |
| م                    | عداء                      | مرتبة                |
| 161                  | فريدريكو فيغيريدو         | 33                   |
| 162                  | رافاييل ريس               | 72                   |
| 163                  | Oscar Moscardo‏            | لم يكمل السباق-4     |
| 164                  | ماتياس بريجنهوج ‏          | 54                   |
| 165                  | Guillermo García Janeiro ‏ | 87                   |
| 166                  | Duarte Domingues‏          | 65                   |
| 167                  | خوسيه سوزا‏                | 59                   |

| Team Visma \| Lease a Bike TVL | Team Visma \| Lease a Bike TVL | Team Visma \| Lease a Bike TVL |
| ------------------------------ | ------------------------------ | ------------------------------ |
| م                              | عداء                           | مرتبة                          |
| 1                              | جوناس فينجارد                  | 1                              |
| 2                              | Ben Tulett ‏                    | 30                             |
| 3                              | Cian Uijtdebroeks ‏             | 5                              |
| 4                              | ويلكو كيليرمان                 | 28                             |
| 5                              | Menno Huising ‏                 | 86                             |
| 6                              | Tijmen Graat ‏                  | 37                             |
| 7                              | Johannes Staune-Mittet ‏        | 56                             |

| Movistar Team MOV | Movistar Team MOV | Movistar Team MOV |
| ----------------- | ----------------- | ----------------- |
| م                 | عداء              | مرتبة             |
| 11                | روبن جيريرو       | 8                 |
| 12                | ويل بارتا         | 79                |
| 13                | Carlos Canal ‏     | 13                |
| 14                | سيرجيو ساميتيير   | 58                |
| 15                | Jorge Arcas ‏      | 68                |
| 16                | خافيير رومو ‏      | 21                |
| 17                | إيفان سوسا        | 20                |

| Ineos Grenadiers IGD | Ineos Grenadiers IGD           | Ineos Grenadiers IGD |
| -------------------- | ------------------------------ | -------------------- |
| م                    | عداء                           | مرتبة                |
| 21                   | إيغان بيرنال                   | 3                    |
| 22                   | جوناثان كاستروفيجو (زمني فردي) | 36                   |
| 23                   | عمر فريل                       | 41                   |
| 24                   | إيثان هايتر                    | 78                   |
| 25                   | ميكال كوياتكووسكي (زمني فردي)  | لم يكمل السباق-2     |
| 26                   | كارلوس رودريغيز كانو           | 31                   |
| 27                   | Josh Tarling ‏ (زمني فردي)      | 39                   |

| EF Education-EasyPost EFE | EF Education-EasyPost EFE   | EF Education-EasyPost EFE |
| ------------------------- | --------------------------- | ------------------------- |
| م                         | عداء                        | مرتبة                     |
| 31                        | ريتشارد كاراباز (زمني فردي) | 11                        |
| 32                        | هيو كارثي                   | 6                         |
| 33                        | Lukas Nerurkar ‏             | 64                        |
| 34                        | Andrea Piccolo ‏             | لم يكمل السباق-4          |
| 35                        | نيلسون بوولس                | لم يكمل السباق-4          |
| 36                        | Darren Rafferty ‏            | 17                        |
| 37                        | ريغوبيرتو أوران             | 26                        |

| Arkéa-B&B Hotels ARK | Arkéa-B&B Hotels ARK      | Arkéa-B&B Hotels ARK |
| -------------------- | ------------------------- | -------------------- |
| م                    | عداء                      | مرتبة                |
| 41                   | Raúl García Pierna ‏       | 9                    |
| 42                   | Alessandro Verre ‏         | 60                   |
| 43                   | Baptiste Gillet ‏          | لم يكمل السباق-4     |
| 44                   | Nicolas Milesi ‏           | 62                   |
| 45                   | Embret Svestad-Bårdseng ‏  | 35                   |
| 46                   | Pierre Thierry (cyclist) ‏ | 69                   |

| Groupama-FDJ GFC | Groupama-FDJ GFC          | Groupama-FDJ GFC |
| ---------------- | ------------------------- | ---------------- |
| م                | عداء                      | مرتبة            |
| 51               | ديفيد جودو                | 18               |
| 52               | Clément Davy ‏             | 66               |
| 53               | Lenny Martinez (cyclist) ‏ | 2                |
| 54               | كوينتين باشر              | 7                |
| 55               | Enzo Paleni ‏              | 27               |
| 56               | Eddy Le Huitouze ‏         | لم يكمل السباق-4 |
| 57               | روبن تومسون               | 24               |

| كاجا رورال-سيغوروس ‏ CJR | كاجا رورال-سيغوروس ‏ CJR | كاجا رورال-سيغوروس ‏ CJR |
| ----------------------- | ----------------------- | ----------------------- |
| م                       | عداء                    | مرتبة                   |
| 61                      | Julen Arriola-Bengoa ‏   | لم يكمل السباق-4        |
| 62                      | Sebastian Berwick ‏      | 75                      |
| 63                      | جيفرسون سيبيدا          | 4                       |
| 64                      | Calum Johnston ‏         | لم يكمل السباق-4        |
| 65                      | Jokin Murguialday ‏      | 81                      |
| 66                      | Guillermo Thomas Silva ‏ | 14                      |
| 67                      | Samuel Fernández ‏       | 32                      |

| Equipo Kern Pharma ‏ EKP | Equipo Kern Pharma ‏ EKP    | Equipo Kern Pharma ‏ EKP |
| ----------------------- | -------------------------- | ----------------------- |
| م                       | عداء                       | مرتبة                   |
| 71                      | Urko Berrade ‏              | 44                      |
| 72                      | Pablo Castrillo ‏           | 45                      |
| 73                      | Iván Cobo ‏                 | 42                      |
| 74                      | José Félix Parra ‏          | 53                      |
| 75                      | Ibon Ruiz ‏                 | 25                      |
| 76                      | Eugenio Sánchez (cyclist) ‏ | 47                      |
| 77                      | Diego Uriarte ‏             | لم يبدأ-4               |

| برجس بي إتش ‏ BBH | برجس بي إتش ‏ BBH    | برجس بي إتش ‏ BBH |
| ---------------- | ------------------- | ---------------- |
| م                | عداء                | مرتبة            |
| 81               | خوسيه مانويل دياز   | 34               |
| 82               | Mario Aparicio ‏     | 46               |
| 83               | Victor Langellotti ‏ | 71               |
| 84               | Alejandro Franco ‏   | لم يكمل السباق-2 |
| 85               | Eric Fagúndez ‏      | 19               |
| 86               | Sinuhé Fernández ‏   | 43               |
| 87               | خيسوس إيزكيرا       | 63               |

| أوسكالتيل أوسكادي ‏ EUS | أوسكالتيل أوسكادي ‏ EUS | أوسكالتيل أوسكادي ‏ EUS |
| ---------------------- | ---------------------- | ---------------------- |
| م                      | عداء                   | مرتبة                  |
| 91                     | Joan Bou ‏              | 16                     |
| 92                     | Enekoitz Azparren ‏     | 48                     |
| 93                     | Asier Etxeberria ‏      | 52                     |
| 94                     | Txomin Juaristi ‏       | 23                     |
| 95                     | Mikel Bizkarra ‏        | 22                     |
| 96                     | Ibai Azurmendi ‏        | لم يكمل السباق-4       |
| 97                     | Gotzon Martín ‏         | 15                     |

| فريق الدراجات Q36.5 ‏ Q36 | فريق الدراجات Q36.5 ‏ Q36 | فريق الدراجات Q36.5 ‏ Q36 |
| ------------------------ | ------------------------ | ------------------------ |
| م                        | عداء                     | مرتبة                    |
| 101                      | Negasi Haylu Abreha ‏     | 80                       |
| 102                      | Xabier Azparren ‏         | 61                       |
| 103                      | جيانلوكا برامبيلا        | لم يكمل السباق-4         |
| 104                      | Walter Calzoni ‏          | 40                       |
| 105                      | ديفيد دي لا كروز         | 29                       |
| 106                      | Alessandro Fancellu ‏     | 12                       |
| 107                      | Joey Rosskopf ‏           | 57                       |

| إيولو كوميت ‏ PTK | إيولو كوميت ‏ PTK           | إيولو كوميت ‏ PTK |
| ---------------- | -------------------------- | ---------------- |
| م                | عداء                       | مرتبة            |
| 111              | بول دوبل ‏                  | لم يكمل السباق-4 |
| 112              | Francisco Muñoz (cyclist) ‏ | لم يكمل السباق-4 |
| 113              | ميركو مايستري              | 51               |
| 114              | Álex Martín ‏               | لم يكمل السباق-4 |
| 115              | Matteo Fabbro ‏             | 10               |
| 116              | Davide Bais ‏               | لم يكمل السباق-4 |
| 117              | Andrea Pietrobon ‏          | 70               |

| Illes Balears Arabay Cycling ‏ IBA | Illes Balears Arabay Cycling ‏ IBA | Illes Balears Arabay Cycling ‏ IBA |
| --------------------------------- | --------------------------------- | --------------------------------- |
| م                                 | عداء                              | مرتبة                             |
| 121                               | Andrew Vollmer ‏                   | 50                                |
| 122                               | Alex Molenaar ‏                    | 38                                |
| 123                               | Unai Esparza ‏                     | 74                                |
| 124                               | ESP                               | لم يكمل السباق-4                  |
| 125                               | Asier Pablo González‏              | لم يكمل السباق-4                  |
| 126                               | Pau Llaneras ‏                     | لم يكمل السباق-2                  |
| 127                               | José María García ‏                | لم يكمل السباق-4                  |

| إيفابيل سيلينج ‏ EFL | إيفابيل سيلينج ‏ EFL | إيفابيل سيلينج ‏ EFL |
| ------------------- | ------------------- | ------------------- |
| م                   | عداء                | مرتبة               |
| 131                 | Abner González ‏     | لم يكمل السباق-3    |
| 132                 | Tiago Antunes ‏      | 83                  |
| 134                 | Viacheslav Ivanov ‏  | لم يكمل السباق-2    |
| 135                 | جواكيم سيلفا ‏       | 55                  |
| 136                 | Pedro Pinto‏         | 73                  |
| 137                 | Keegan Swirbul ‏     | 84                  |

| Tavfer–Ovos Matinados–Mortágua ‏ TAV | Tavfer–Ovos Matinados–Mortágua ‏ TAV | Tavfer–Ovos Matinados–Mortágua ‏ TAV |
| ----------------------------------- | ----------------------------------- | ----------------------------------- |
| م                                   | عداء                                | مرتبة                               |
| 141                                 | Ángel Sánchez Rebollido ‏            | لم يكمل السباق-4                    |
| 142                                 | جواو ماتياس                         | لم يكمل السباق-4                    |
| 143                                 | Rafael Barbas‏                       | 85                                  |
| 144                                 | Gonçalo Carvalho ‏                   | لم يكمل السباق-4                    |
| 145                                 | César Martingil ‏                    | لم يكمل السباق-4                    |
| 146                                 | Nicolás Sáenz ‏                      | لم يكمل السباق-4                    |

| AP Hotels & Resorts–Tavira–SC Farense ‏ ATF | AP Hotels & Resorts–Tavira–SC Farense ‏ ATF | AP Hotels & Resorts–Tavira–SC Farense ‏ ATF |
| ------------------------------------------ | ------------------------------------------ | ------------------------------------------ |
| م                                          | عداء                                       | مرتبة                                      |
| 151                                        | ديليو فرنانديز كروز                        | 82                                         |
| 152                                        | صموئيل بلانكو ‏                             | 49                                         |
| 153                                        | Venceslau Fernandes ‏                       | 77                                         |
| 154                                        | Diogo Barbosa ‏                             | 67                                         |
| 155                                        | Álvaro Trueba ‏                             | 76                                         |
| 157                                        | فرنسيسكو كامبوس ‏                           | لم يكمل السباق-4                           |

| Sabgal–Anicolor ‏ SAT | Sabgal–Anicolor ‏ SAT      | Sabgal–Anicolor ‏ SAT |
| -------------------- | ------------------------- | -------------------- |
| م                    | عداء                      | مرتبة                |
| 161                  | فريدريكو فيغيريدو         | 33                   |
| 162                  | رافاييل ريس               | 72                   |
| 163                  | Oscar Moscardo‏            | لم يكمل السباق-4     |
| 164                  | ماتياس بريجنهوج ‏          | 54                   |
| 165                  | Guillermo García Janeiro ‏ | 87                   |
| 166                  | Duarte Domingues‏          | 65                   |
| 167                  | خوسيه سوزا‏                | 59                   |

## التصنيف العام النهائي
| التصنيف العام         | التصنيف العام             | التصنيف العام              | التصنيف العام  | التصنيف العام |
| العداء                | العداء                    | الفريق                     | الوقت          |               |
| --------------------- | ------------------------- | -------------------------- | -------------- | ------------- |
| 1                     | جوناس فينجارد             | Team Visma \| Lease a Bike | 11 س 20 د 01 ث |               |
| 2                     | Lenny Martinez (cyclist) ‏ | Groupama-FDJ               | + 1 د 55 ث     |               |
| 3                     | إيغان بيرنال              | Ineos Grenadiers           | + 2 د 11 ث     |               |
| 4                     | جيفرسون سيبيدا            | كاجا رورال-سيغوروس ‏        | + 2 د 14 ث     |               |
| 5                     | Cian Uijtdebroeks ‏        | Team Visma \| Lease a Bike | + 2 د 42 ث     |               |
| 6                     | هيو كارثي                 | EF Education-EasyPost      | + 2 د 42 ث     |               |
| 7                     | كوينتين باشر              | Groupama-FDJ               | + 2 د 58 ث     |               |
| 8                     | روبن جيريرو               | موفيستار                   | + 2 د 59 ث     |               |
| 9                     | Raúl García Pierna ‏       | Arkéa-B&B Hotels           | + 3 د 01 ث     |               |
| 10                    | Matteo Fabbro ‏            | إيولو كوميت ‏               | + 3 د 01 ث     |               |
|                       |                           |                            |                |               |
| مصدر: ProCyclingStats |                           |                            |                |               |

### تصنيف النقاط
| تصنيف النقاط          | تصنيف النقاط              | تصنيف النقاط               | تصنيف النقاط | تصنيف النقاط |
| العداء                | العداء                    | الفريق                     | النقاط       |              |
| --------------------- | ------------------------- | -------------------------- | ------------ | ------------ |
| 1                     | جوناس فينجارد             | Team Visma \| Lease a Bike | 100 نقطة     |              |
| 2                     | إيغان بيرنال              | Ineos Grenadiers           | 49 نقطة      |              |
| 3                     | كوينتين باشر              | Groupama-FDJ               | 44 نقطة      |              |
| 4                     | جيفرسون سيبيدا            | كاجا رورال-سيغوروس ‏        | 43 نقطة      |              |
| 5                     | Lenny Martinez (cyclist) ‏ | Groupama-FDJ               | 42 نقطة      |              |
| 6                     | Cian Uijtdebroeks ‏        | Team Visma \| Lease a Bike | 37 نقطة      |              |
| 7                     | Carlos Canal ‏             | موفيستار                   | 31 نقطة      |              |
| 8                     | هيو كارثي                 | EF Education-EasyPost      | 26 نقطة      |              |
| 9                     | Raúl García Pierna ‏       | Arkéa-B&B Hotels           | 26 نقطة      |              |
| 10                    | روبن جيريرو               | موفيستار                   | 24 نقطة      |              |
|                       |                           |                            |              |              |
| مصدر: ProCyclingStats |                           |                            |              |              |

### تصنيف الجبال
| تصنيف الجبال          | تصنيف الجبال              | تصنيف الجبال               | تصنيف الجبال | تصنيف الجبال |
| العداء                | العداء                    | الفريق                     | النقاط       |              |
| --------------------- | ------------------------- | -------------------------- | ------------ | ------------ |
| 1                     | جوناس فينجارد             | Team Visma \| Lease a Bike | 19 نقطة      |              |
| 2                     | ديفيد دي لا كروز          | فريق الدراجات Q36.5 ‏       | 9 نقطة       |              |
| 3                     | خوسيه مانويل دياز         | برجس بي إتش ‏               | 6 نقطة       |              |
| 4                     | Lenny Martinez (cyclist) ‏ | Groupama-FDJ               | 6 نقطة       |              |
| 5                     | Walter Calzoni ‏           | فريق الدراجات Q36.5 ‏       | 5 نقطة       |              |
| 6                     | Xabier Azparren ‏          | فريق الدراجات Q36.5 ‏       | 5 نقطة       |              |
| 7                     | إيغان بيرنال              | Ineos Grenadiers           | 5 نقطة       |              |
| 8                     | هيو كارثي                 | EF Education-EasyPost      | 4 نقطة       |              |
| 9                     | فريدريكو فيغيريدو         | Sabgal–Anicolor ‏           | 4 نقطة       |              |
| 10                    | ويلكو كيليرمان            | Team Visma \| Lease a Bike | 3 نقطة       |              |
|                       |                           |                            |              |              |
| مصدر: ProCyclingStats |                           |                            |              |              |

## تصنيف الفرق

### الفرق حسب الوقت
| تصنيف الفرق حسب الوقت | تصنيف الفرق حسب الوقت      | تصنيف الفرق حسب الوقت | تصنيف الفرق حسب الوقت |
| الفريق                | الفريق                     | الوقت                 |                       |
| --------------------- | -------------------------- | --------------------- | --------------------- |
| 1                     | Team Visma \| Lease a Bike | 34 س 07 د 38 ث        |                       |
| 2                     | Groupama-FDJ               | + 1 د 55 ث            |                       |
| 3                     | EF Education-EasyPost      | + 3 د 34 ث            |                       |
| 4                     | Movistar Team              | + 5 د 44 ث            |                       |
| 5                     | أوسكالتيل أوسكادي 2024 ‏    | + 7 د 12 ث            |                       |
| 6                     | كاجا رورال-سيغوروس 2024 ‏   | + 12 د 12 ث           |                       |
| 7                     | Ineos Grenadiers           | + 13 د 31 ث           |                       |
| 8                     | فريق الدراجات Q36.5 ‏       | + 22 د 03 ث           |                       |
| 9                     | Equipo Kern Pharma ‏        | + 29 د 46 ث           |                       |
| 10                    | برجس بي إتش 2024 ‏          | + 30 د 39 ث           |                       |
|                       |                            |                       |                       |
| مصدر: ProCyclingStats |                            |                       |                       |

## تصانيف فرعية

### تصنيف أفضل شاب
| تصنيف أفضل شاب        | تصنيف أفضل شاب            | تصنيف أفضل شاب             | تصنيف أفضل شاب | تصنيف أفضل شاب |
| العداء                | العداء                    | الفريق                     | الوقت          |                |
| --------------------- | ------------------------- | -------------------------- | -------------- | -------------- |
| 1                     | Lenny Martinez (cyclist) ‏ | Groupama-FDJ               | 11 س 21 د 56 ث |                |
| 2                     | Cian Uijtdebroeks ‏        | Team Visma \| Lease a Bike | + 47 ث         |                |
| 3                     | Raúl García Pierna ‏       | Arkéa-B&B Hotels           | + 1 د 06 ث     |                |
| 4                     | Carlos Canal ‏             | موفيستار                   | + 2 د 20 ث     |                |
| 5                     | Guillermo Thomas Silva ‏   | كاجا رورال-سيغوروس ‏        | + 2 د 28 ث     |                |
| 6                     | Darren Rafferty ‏          | EF Education-EasyPost      | + 3 د 19 ث     |                |
| 7                     | روبن تومسون               | Groupama-FDJ               | + 5 د 56 ث     |                |
| 8                     | Enzo Paleni ‏              | Groupama-FDJ               | + 8 د 49 ث     |                |
| 9                     | Ben Tulett ‏               | Team Visma \| Lease a Bike | + 10 د 29 ث    |                |
| 10                    | كارلوس رودريغيز كانو      | Ineos Grenadiers           | + 10 د 40 ث    |                |
|                       |                           |                            |                |                |
| مصدر: ProCyclingStats |                           |                            |                |                |

## وصلات خارجية
- الموقع الرسمي
- لمحة عن سباق غران كامينيو 2024 على موقع  ProCyclingStats   (برو  سايكلنج  ستاتس) - إحصاءات  محترفي  الدراجات.
- غران كامينيو 2024 على موقع إحصائيات الدراجات الإحترافية (الإنجليزية)